# Campeonato Sul-Africano de Fórmula 1
O Campeonato Sul-Africano de Fórmula 1 foi um campeonato de Fórmula 1 realizado na África do Sul entre 1960 e 1975, e incluía uma corrida por ano na Rodésia.
Os carros da frente no campeonato eram recentes retirados do campeonato mundial, apesar de ter havido também uma selecção saudável de carros construídos ou modificados no país. Os pilotos da frente no campeonato competiam normalmente no GP do Campeonato Mundial no país, bem como em algumas provas europeias, apesar de terem pouco sucesso a esse nível.
No ano de 1967 houve um resultado marcante, pelo piloto rodésio John Love, com um Cooper-Climax de 2.7 litros e quatro cilindros; Love que estava na casa dos 40 anos, apesar de ser visto como um dos melhores pilotos do Sul de África, não era uma grande estrela, e liderou (acabando em segundo) o Grande Prémio da África do Sul desse ano. O Cooper de Love foi originalmente desenhado para corridas curtas da Tasman Series; para correr a totalidade de um Grande Prémio, Love acrescentou-lhe dois tanques de combustível adicionais. Infelizmente, a bomba de combustível dos depósitos adicionais falharam, e Love teve que reabastecer depois de liderar a maioria da corrida.
Love e Charlton venceram ambos o Campeonato Sul-Africano de Fórmula 1 por seis épocas consecutivas (o primeiro entre 1964 e 1969, e o segundo entre 1970 e 1975). Em 1975, Ian Scheckter pilotou o Tyrrell 007 (conduzido pelo seu irmão, Jody, no campeonato mundial de F1 no ano anterior), vencendo cinco das corridas dessa época, quatro delas seguidas. Contudo, apenas teve uma outra classificação nos pontos (5º), na prova False Bay "100", a 5 de Julho. Acabou a época com 47 pontos. Charlton mostrou-se mais consistente, com 3 vitórias e 5 segundos lugares, terminando a época com 57 pontos. Vencendo o troféu Natal Spring Trophy, em Roy Hesketh, a 1 de Setembro, Charlton juntou-se ao rodésio John Love como seis vezes campeão do Campeonato Nacional de Pilotos da Áfirca do Sul]]. Charlton acabou o Campeonato Sul-Africano de Fórmula 1 com uma vitória na última corrida da época, o troféu Rand Spring Trophy, em Kyalami, a 4 de Outubro. Na corrida, Scheckter, mais rápido, retirou-se com um problema mecânico.
Principalmente devido aos custos elevados e à grelha pouco preenchida, o campeonato terminou no fim da época de 1975, sendo substituído pela Fórmula Atlantic. No ano seguinte, começou o domínio de Ian Scheckter no Campeonato Nacional Sul-Africano. De facto, se não fosse a exuberância jovem de Scheckter, teria ganho o título de 1975. Venceu mais corridas do que Charlton, mas este foi mais consistente. Scheckter venceu o primeiro de quatro campeonatos seguidos, pela equipa Lexington Racing, antes da United Tobacco Company retirar as suas equipas (a Lexington, a Gunston e a Texan). Com a Gunston a regressar em 1983, Scheckter regressou para ser novamente campeão, ganhando mais dois campeonatos, juntando-se a Love e Charlton como seis vezes vencedor.

## Campeões
| Época | Campeão           | Carro                                | Vitórias | Pódios | Pontos | Dif. pontual |
| ----- | ----------------- | ------------------------------------ | -------- | ------ | ------ | ------------ |
| 1960  | Syd van der Vyver | Cooper-Alfa Romeo                    |          |        |        |              |
| 1961  | Syd van der Vyver | Lotus 18-Alfa Romeo                  |          |        |        |              |
| 1962  | Ernest Pieterse   | Heron-Alfa Romeo Lotus 20-Climax     |          |        |        |              |
| 1963  | Neville Lederle   | Lotus 20-Climax                      |          |        |        |              |
| 1964  | John Love         | Cooper T55-Climax                    |          |        |        |              |
| 1965  | John Love         | Cooper T55-Climax                    |          |        |        |              |
| 1966  | John Love         | Cooper T79-Climax                    | 7        | 8      | 69     | 13           |
| 1967  | John Love         | Cooper T79-Climax Brabham BT20-Repco | 8        | 10     | 82     | 30           |
| 1968  | John Love         | Brabham BT20-Repco Lotus 49-Ford     | 6        | 6      | 54     | 14           |
| 1969  | John Love         | Lotus 49-Ford                        | 4        | 5      | 43     | 1            |
| 1970  | Dave Charlton     | Lotus 49-Ford                        | 7        | 8      | 69     | 32           |
| 1971  | Dave Charlton     | Lotus 49-Ford Lotus 72-Ford          | 7        | 8      | 72     | 24           |
| 1972  | Dave Charlton     | Lotus 72-Ford                        | 9        | 9      | 81     | 39           |
| 1973  | Dave Charlton     | Lotus 72-Ford                        | 10       | 10     | 93     | 40           |
| 1974  | Dave Charlton     | McLaren M23-Ford                     | 6        | 10     | 76     | 11           |
| 1975  | Dave Charlton     | McLaren M23-Ford                     | 3        | 5      | 57     | 10           |
| 1976  | Ian Scheckter     | Lexington March 76B-Ford             | 6        |        |        |              |
| 1977  | Ian Scheckter     | Lexington March 77B-Ford             | 6        |        |        |              |
| 1978  | Ian Scheckter     | Lexington March 78B-Ford             | 4        |        |        |              |
| 1979  | Ian Scheckter     | Lexington March 79B-Ford             | 7        |        |        |              |
| 1980  | Tony Martin       | BP Chevron B31-Mazda                 | 12       |        |        |              |
| 1981  | Bernard Tilanus   | DAW March 78B-Mazda                  | 5        |        |        |              |
| 1982  | Graham Duxbury    | Hekro-Propart March 822-Mazda        | 6        |        |        |              |
| 1983  | Ian Scheckter     | Gunston March 832-Mazda              | 13       |        |        |              |
| 1984  | Ian Scheckter     | Gunston March 842-Mazda              | 11       |        |        |              |
| 1985  | Trevor van Rooyen | DAW Maurer MM83-Mazda                | 11       |        |        |              |
| 1986  | Wayne Taylor      | Ralt RT4-Mazda                       | 5        |        |        |              |